# Венера Лоссельська

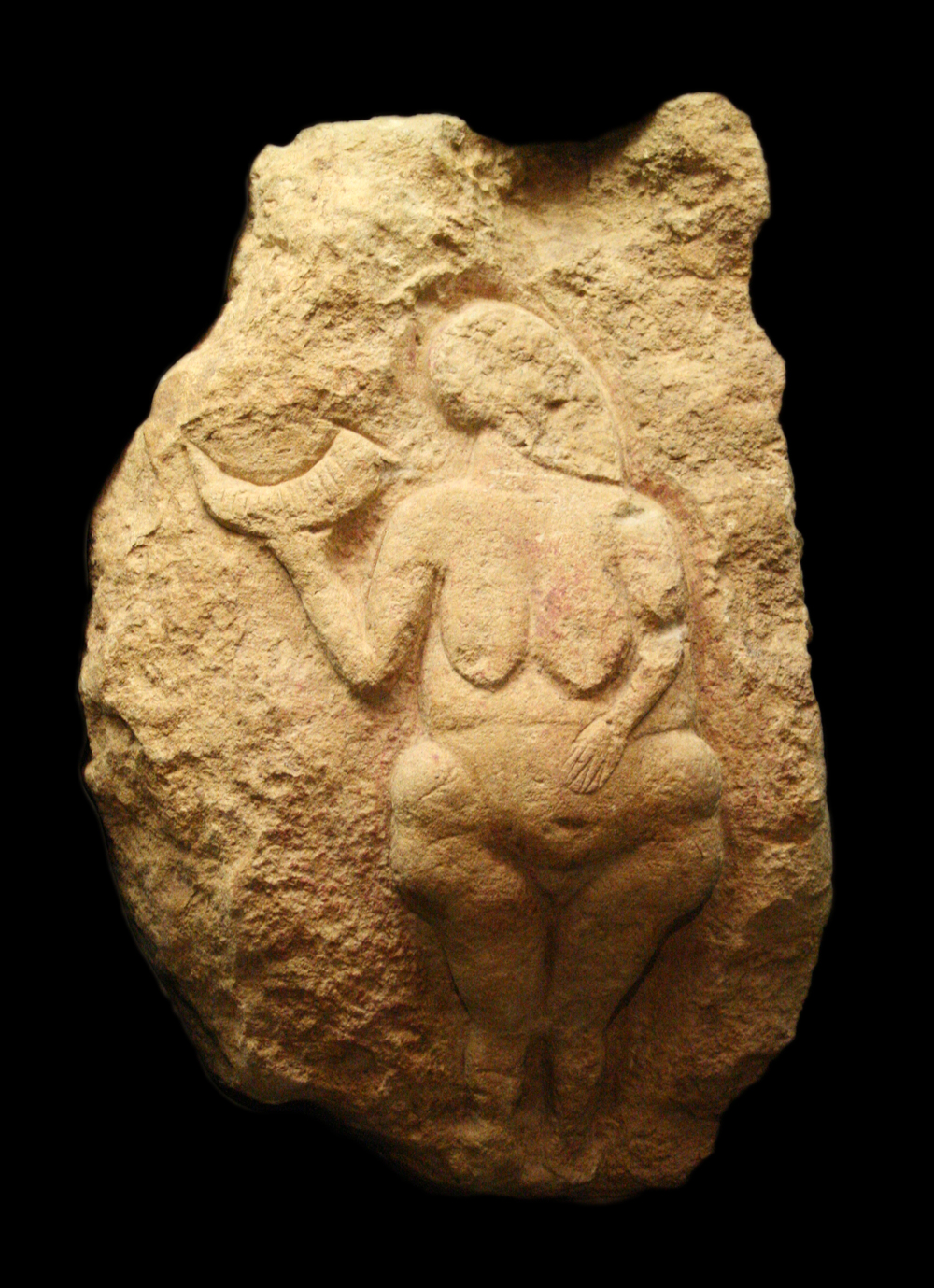
Лоссельська Венера у музеї Бордо.

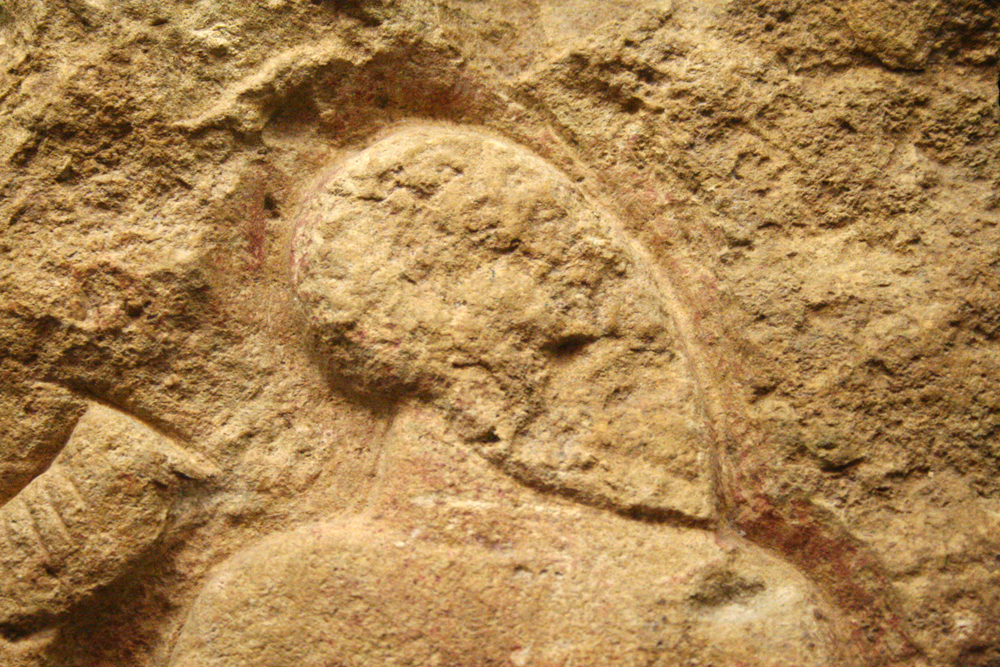
Фрагмент голови.

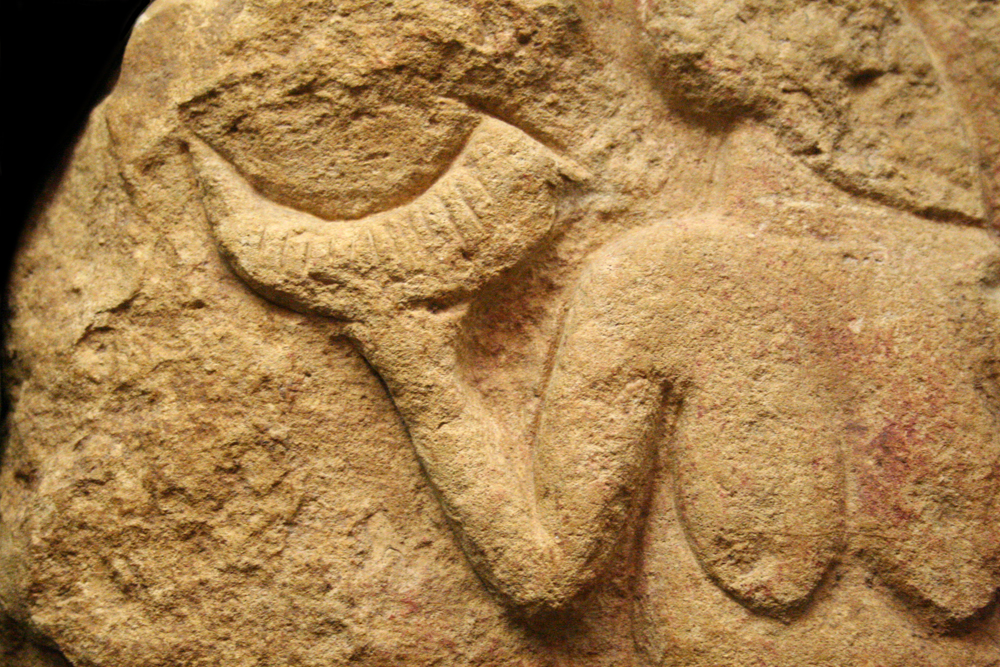
Фрагмент правої руки і рогу.

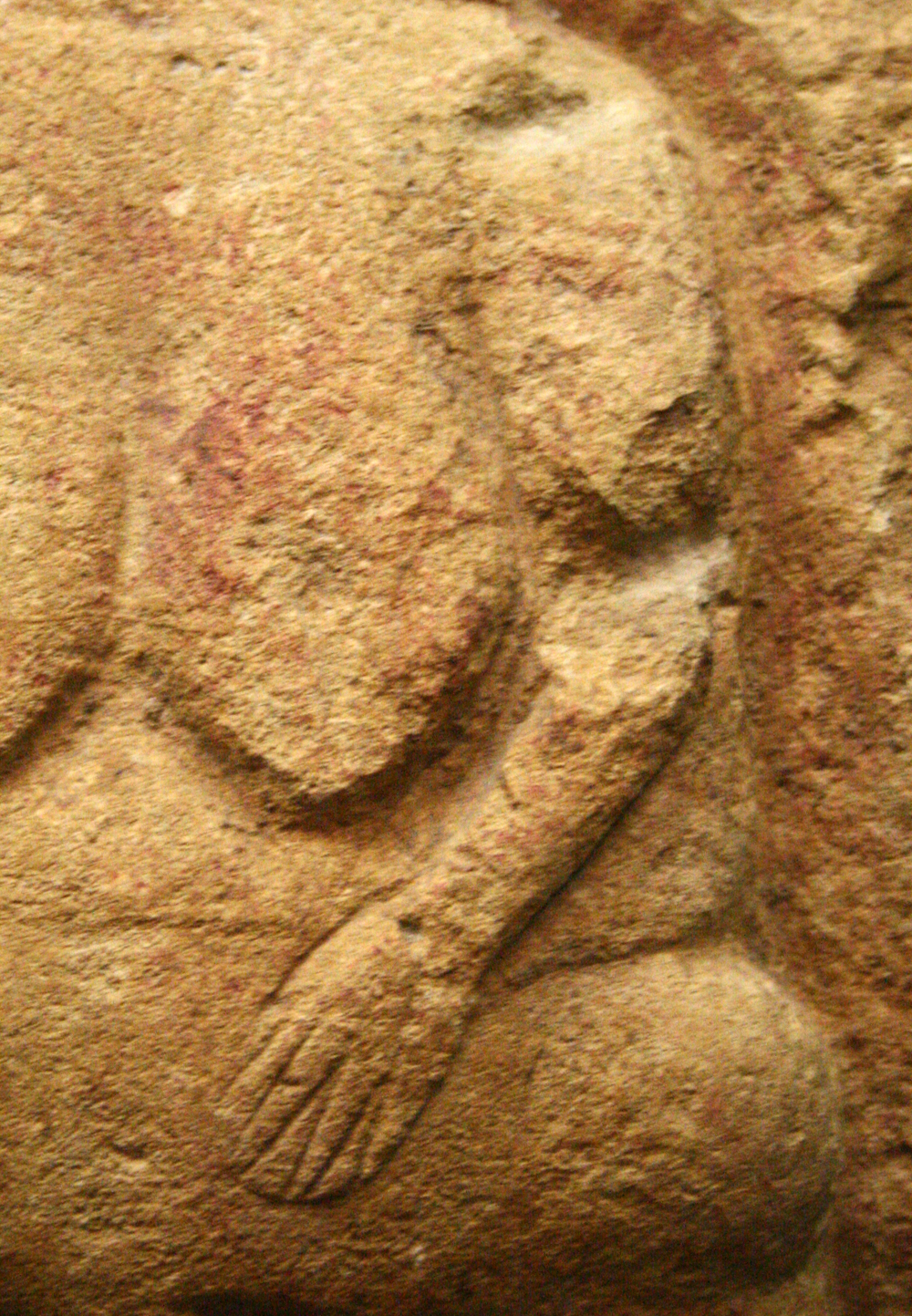
Фрагмент лівої руки.

Венера Лоссельська — це статуетка Венери, оголеної жінки, заввишки 18,11 дюймів, у вигляді барельєфу з вапняку; пофарбована червоною вохрою. Такий вид статуеток пов'язаний із Ґраветтською культурою верхнього палеоліту (приблизно 25 000 років тому). 

## Опис
Барельєф пофарбований червоною вохрою, зображує сидячу жінку. Вона зігнутою правицею тримає ріг зубра. Її риси обличчя не збереглися, проте решта тіла не зазнала суттєвих пошкоджень. Безлике обличчя звернене до рогу. За лівим плечем звисає довге волосся. Її великі груди звисли над вагітним лоном, на якому лежить ліва рука. Широко розставлені коліна не приховують вульву. На її стегні зображено «Y». 
Ріг зубра в правій руці, або можливо Ріг достатку, має тринадцять надрізів. На думку деяких дослідників, це може символізувати або кількість супутників, або ж кількість менструальних циклів на рік.
Александр Маршак[недоступне посилання з червня 2019] говорив про Лоссельську Венеру так: «Ніхто не може точно вгадати на основі одного гравіювання конкретних сенс цих знаків, але те, що надзвичайно чистий ріг був зафіксований з відомими позначками — очевидно».

## Відкриття та виставка
Фігурка відкрита лікарем Лалейном (англ. J. G. Lalanne) у 1911 році. Вона витесана з великого блоку вапняку у скелі (англ. Abri de Cap Blanc), що знаходиться у муніципалітеті Марке департаменту Дордонь у південно-західній Франції. Знаходиться в Аквітанському музеї у місті Бордо, Франція.